# SS Gallic (1920)

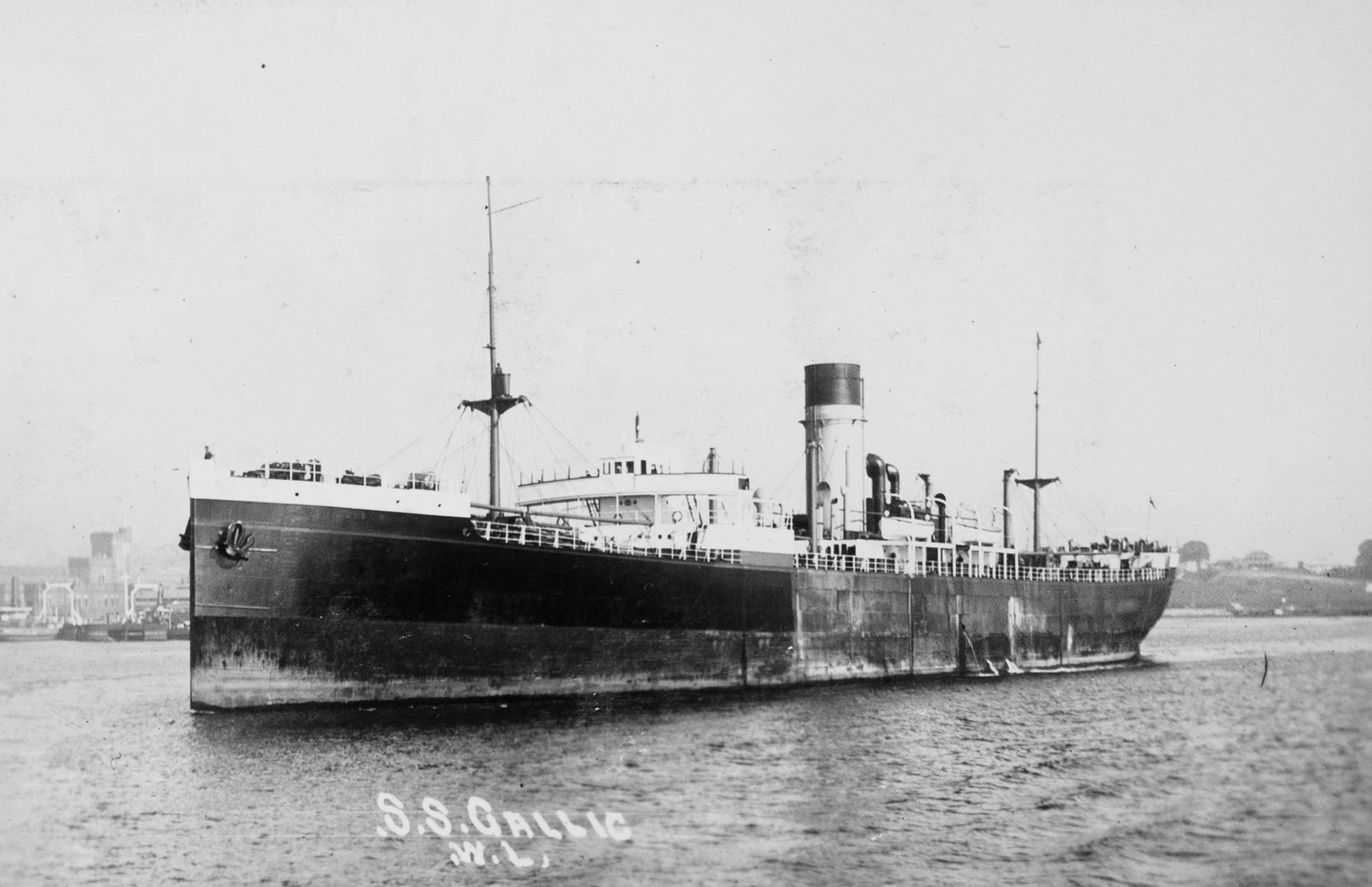
Loď v první polovině 20. let 20. století.

SS Gallic byl parník společnosti White Star Line. Vybudován byl společností Workman, Clark & Co. Jeho celková hrubá prostornost činila 7 914 BRT. Sloužil jako nákladní loď.